# Дуб канарский
Дуб кана́рский, или Дуб алжи́рский (лат. Quércus canariénsis) — дерево; вид рода Дуб семейства Буковые (Fagaceae).

## Распространение и экология
В естественных условиях произрастает на юге Испании, Португалии, а также в Тунисе, Алжире и Марокко. И хотя этот дуб называется канарским, Канарские острова не являются его естественным ареалом.

## Ботаническое описание
Дуб канарский — средних размеров полувечнозелёное дерево, достигающее 20—30 м в высоту и полутора метров в диаметре ствола.
Листья с 6—12 парами мелких «зубчиков», удлинённые (10—15 см) и шириной в 6—8 см.
Цветки собраны в серёжковидные соцветия.
Жёлуди длиной в 2,5 и шириной 2 см сидят в маленьких плюсках.